# 金粉ショー
金粉ショー（きんぷんショー）とは、金粉を全身に塗布してダンスなどを行うパフォーマンスである。金粉によるボディペインティング。

## 歴史

### 戦前
1909年にはヨーロッパで、女性の全身を金色に塗る「ゴールデン・ビーナス」のショーが行われていたという記録がある。
1934年（昭和9年）、吉本興業がニューヨークからアメリカのレヴュー団「マーカス・ショー」（ダニー・ケイも在籍）を招き、日本劇場で公演を行ったという。中でも美人ダンサーのミス・ハッチャが銀粉を全身にまぶしたブロンド・ビーナスは男性の聴衆から大盛況であったという。寺田寅彦は1934年のマーカス・ショー来日公演を見て「健康によくないであろう」という感想を残した。

### 戦後
戦後の1960年代から1970年代にかけて、日本国内のキャバレーで金粉ショーが上演されるようになる。暗黒舞踏の創始者・土方巽が弟子たちをキャバレーに派遣する際、演目として上演させ、唐十郎と李礼仙夫妻金粉ショーで有名となり、各地を回って稼いだ資金で、紅テントを購入したという。1969年（昭和44年）には福島県の磐光ホテルで、土方巽の弟子らで結成した金粉ショー舞踊団「セブンスター」の演出で使用する松明が原因で火災事故が発生している。
その後はキャバレーやストリップの衰退や、温泉での金粉ショーの減少に伴い、大須大道町人祭や野毛大道芸など、大道芸の一形態として路上で披露されることも増えた。21世紀になってからも、舞踏家集団の大駱駝艦やささらほうさらが金粉ショーを行っている。ダンサーの秋風リリーは別府の芸術フェスティバルに参加した後、ビキニを付けた金粉ショーを披露している。

## 健康への影響
「金粉を塗ると皮膚呼吸が妨げられるため命に関わり、わずかな時間しか踊ることができない」 と長い間まことしやかに語られてきたが、根拠のない都市伝説だと言われている。映画『007 ゴールドフィンガー』の中で、敵方の女性が全身に金粉を塗られた結果死亡するシーンがある。人間は皮膚で呼吸をするわけではないので、皮膚への塗装で呼吸が妨げられることはない。しかし、塗料に有害物質が含まれる場合は、皮膚や吸気から体内に取り込まれることで健康への被害が生じる危険性があるため、注意が必要である。。

## 金粉シーンがある映画
- オズの魔法使 (1939年) - 金粉ショーではないが、登場人物のブリキの木こり役がアルミニウム粉で顔をペイントしている。この役者は、アルミニウム粉が肺に入って深刻な健康被害を受けた[9]。
- 電送人間（1960年）- 「大本営」という軍人コンセプトのキャバレーでの金粉ショーのシーンがある
- 007 ゴールドフィンガー（1964年）
- 007 カジノ・ロワイヤル（1967年）
- 三つ首塔（1977年）
- 残酷・異常・虐待物語 元禄女系図（1969年）
- 少林十八銅女（1978年）
- 残虐13大淫魔術（1995年）
- 毒婦マチルダ（1998年)
- あらかじめ失われた恋人たちよ（1971年）